# 屍心瘋 (1973年電影)
，又稱《代號：Trixie》，是一部1973年由喬治·安德魯·羅梅羅編劇及執導的美國科幻恐怖片。本片由蓮恩·卡羅爾、威爾·麥克米倫及哈羅德·韋恩·瓊斯，講述一座美國小鎮某天意外遭到一種軍事生化武器襲擊。本片攝於賓夕法尼亞州西部的埃文斯市，上映後成為票房炸彈，卻也變成邪典電影。本片重拍版於2010年上映。

## 劇情
在賓州的埃文斯市，一名男子殺了妻子並燒毀自家農舍。同為越戰退伍老兵的消防員大衛和克蘭克被呼叫到事故現場。大衛懷孕的護士女友茱迪被通知前往布魯克麥爾醫生的辦公室，縱火犯的兩個孩子正在這裡治療燒傷。
全副武裝的美軍在萊德少校帶領下控制了布魯克麥爾醫生的辦公室。幾天前，一架載有生化武器的軍機在小鎮附近墜毀，代號“Trixie”的高度傳染性病毒汙染了水源，導致感染者不是死亡就是變得歇斯底里且嗜血殘暴。
政府派遣佩克姆上校和參與病毒發明的瓦茲博士來埃文斯市，負責回收病毒與研究解藥。埃文斯市宣布戒嚴並設置隔離檢疫。軍隊將鎮民武力驅趕到一所高中，讓很多人從家裡被趕出來，並且射殺任何企圖逃跑的人。一架裝載核彈的轟炸機被指派在必要時摧毀小鎮。
大衛、茱迪、克蘭克、青少女凱西·富爾頓和她父親亞提試圖逃出小鎮。一行人躲在一間鄉村俱樂部過夜後，他們嘗試穿過附近的樹林，躲避地面的軍人和空中的軍用直升機。他們在一間屋子裡打倒幾名士兵，其中一位向大衛透露他對病毒知道的一切，但在另一名士兵想伸手拿槍時，克蘭克把兩名士兵都射殺了。大衛告訴茱迪關於病毒的事，以及他認為凱西、亞提甚至包括克蘭克都被感染了。
後來，亞提試圖跟凱西發生關係，被克蘭克發現後被胖揍一頓，便上吊自盡了。凱西在戶外遊蕩時被軍隊射殺。在意識到自己被感染後，克蘭克殺死幾名士兵來為大衛跟茱迪爭取逃跑時間，隨即被射殺。隔天晚上，感染跡象已肉眼可見的茱迪被武裝平民殺死。在憤怒與恐懼下，大衛向軍隊投降。拘留期間，大衛發現自己對病毒免疫，但最終他選擇隱瞞這件事。
瓦茲博士成功研發出病毒的可能解藥，卻在把解藥樣本送往佩克姆和萊德那邊的路上被殺了，樣本也被一群逃離隔離區的感染者踩毀。對於在埃文斯市的經歷感到沮喪且心煩意亂的佩克姆上校，被派往同樣出現疫情通報的路易維爾。

## 演員
- 蓮恩·卡羅爾 飾演 茱迪
- 威爾·麥克米倫（英语：Will McMillan） 飾演 大衛
- 哈羅德·韋恩·瓊斯 飾演 克蘭克
- 洛依德·霍拉爾 飾演 佩克姆上校
- 林恩·路尼（英语：Lynn Lowry） 飾演 凱西
- 理查德·利伯蒂（英语：Richard Liberty） 飾演 亞提
- 理查德·法蘭斯（英语：Richard France (writer)） 飾演 瓦茲博士
- 哈利·斯皮爾曼 飾演 萊德少校
- 威爾·迪士尼 飾演 布魯克麥爾醫生
- 伊迪絲·貝爾 飾演 實驗室技術人員
- 利蘭·斯塔內斯 飾演 雪碧
- 比爾·通赫斯特 飾演 布魯貝克
- A.C.麥當勞 飾演 鮑溫將軍
- 羅伯特·J·麥卡利 飾演 霍克斯
- 羅伯特·卡洛夫斯基 飾演 庫柏警長
- 尼德·施密特克（英语：Ned Schmidtke） 飾演 特萊格瑟中士
- 東尼·史考特 飾演 雪德副警長
- 羅伊·切弗里 飾演 警長
- 傑克·扎哈里亞 飾演 牧師
- 比爾·辛茨（英语：Bill Hinzman） 飾演 醫務室裡的男人&在醫生辦公室掃射的感染者

## 製作
根據羅梅羅的說法，電影計畫始於保羅·麥科洛，他創作了一部題為《這群瘋子》（The Mad People）的劇本。劇本講述一種意外釋放到一座小鎮的軍事生化武器，軍方試圖掩蓋此事件卻引起市民反抗。羅梅羅透露，提到軍隊的支線劇情只出現在劇本第一幕中，影片其餘部分都集中在倖存者和他們如何面對正在遭遇的事情。導演稱麥科洛的劇本“非常存在主義並令人陶醉”。
擁有Cambist Films的製片人李·赫塞爾（Lee Hessel）讀了劇本，羅梅羅曾與他合作過《濃情香子蘭》。赫塞爾表示感興趣，並願意資助它作為羅梅羅的下一部電影，前提是導演願意重寫麥科洛的劇本，以專注在赫塞爾認為故事中最有趣的部分，也就是在劇本前10到20頁的軍事接管該鎮這段部分。羅梅羅同意重寫劇本，並獲得了大約27萬美元的預算。
本片攝於匹茲堡以北30英里的賓州埃文斯市和澤利諾普爾兩個小鎮及附近區域。羅梅羅提到大部分居民都非常樂意協助拍攝。
2010年2月23日，本片由Blue Underground發行藍光光碟；該公司也在2003年4月29日發行DVD。後來由Arrow Video以新的4K修復重新發行，作為《喬治·安德魯·羅梅羅：夜晚到拂曉》（George A. Romero：Between Night and Dawn）合輯的一部份，並於2018年3月13日單獨發行。

## 反響

### 票房
這部電影並未廣泛發行，而是有限上映，然後才開放給不同市場。羅梅羅後來聲稱，他認為《屍心瘋》票房失敗的主要原因是發行沒做好。他表示，為充分宣傳本片做了各種嘗試，包括在全國各地以各種標題發行，卻從未成功引起公眾注意。

### 評價
在匯總媒體網站爛番茄上，根據23條評論，《屍心瘋》的支持率為65%，平均評分為5.44/10。該網站的評論共識是：“《屍心瘋》不是羅梅羅最好的作品，但它融合了類型電影刺激和社交潛台詞，應仍能滿足挑剔的恐怖片粉絲。”在Metacritic上，它的加權平均得分為63/100，並基於6條評論表示“普遍好評”。

## 外部連結
- 互联网电影数据库（IMDb）上《The Crazies》的资料（英文）
- AllMovie上《The Crazies》的资料（英文）